# Rhamphobrachium verngreni
Rhamphobrachium verngreni är en ringmaskart som först beskrevs av Johan Gustaf Hjalmar Kinberg 1865.  Rhamphobrachium verngreni ingår i släktet Rhamphobrachium och familjen Onuphidae. Inga underarter finns listade i Catalogue of Life.